# 홍치중
홍치중 (洪致中, 1667년 ~ 1732년)은 조선 후기의 문신이다. 본관은 남양(南陽), 호는 북곡(北谷), 자는 사능(士能), 시호는 충간(忠簡).
1712년 북평사로서 백두산정계비 설립에 기여하였고, 1719년 조선통신사 정사로서 도쿠가와 요시무네의 쇼군 취임을 축하하기 위해 일본에 다녀오고나서 부제학, 이조참판, 공조참판, 도승지, 대사성, 대사헌을 거쳐서 형조판서에 이르렀다. 하지만 경종 시대에 소론의 배척으로 홍주목사로 좌천되었다. 영조 때 예조판서, 병조판서, 형조판서를 거쳐 우의정, 좌의정을 거쳐 영의정이 되었다. 이후 영중추부사로 전직하였다.
1728년(영조 5) 이인좌의 난 진압 직후 분무원종공신 1등(奮武原從功臣一等)에 책록되었다.

## 가족 관계
- 할아버지 : 홍중보(洪重普)
  - 아버지 : 홍득우(洪得禹)
  - 어머니 : 김경여의 딸
    - 부인 : 이인식의 딸
      - 장남 : 홍제유(洪濟猷)
        - 손자 : 홍익빈(洪益彬)

      - 차남 : 홍진유(洪晉猷)
      - 장녀 : 박성한에게 출가
      - 차녀 : 이태좌에게 출가
      - 삼녀 : 권소에게 출가

## 같이 보기
- 기사환국
- 경신환국
- 신임환국
- 서인
- 노론
- 이인좌의 난
- 숙명공주
- 백두산정계비

| 전임 조태억 | 제9대 조선 통신사 정사 1719년 | 후임 홍계희 |